# Giedlarowa
Giedlarowa is een dorp in de Poolse woiwodschap Subkarpaten. De plaats maakt deel uit van de gemeente Leżajsk en telt 4096 inwoners.